# Supercopa da UEFA de 2023
A Supercopa da UEFA de 2023, ou Supertaça da UEFA de 2023 foi a 48ª edição da Supercopa da UEFA vencida pelo Manchester City. É uma competição anual organizada pela UEFA que foi disputada em 16 de agosto de 2023 no Estádio Karaiskakis em Pireu na Grécia na qual se enfrentam o campeão da Liga dos Campeões da UEFA de 2022–23 e o campeão da Liga Europa da UEFA de 2022–23.
A partida estava originalmente programada para ser disputada na Ak Bars Arena em Kazan, na Rússia. No entanto, devido à invasão russa da Ucrânia em 2022, a partida foi transferida em 25 de janeiro de 2023 para o Pireu.

## Sede
Após a invasão russa da Ucrânia em 2022, era incerto se a partida seria disputada em Kazan. A Rússia foi suspensa das competições da UEFA e da FIFA em fevereiro de 2022, e a final da Liga dos Campeões da UEFA de 2021–22, marcada para São Petersburgo, também foi transferida para Paris.. Autoridades tártaras pediram que a UEFA deixasse a competição em Kazan
Em 25 de janeiro de 2023, o Comitê Executivo da UEFA retirou Kazan dos direitos de hospedagem e transferiu a partida para o Estádio Karaiskakis em Pireu, Grécia.

## Partida
| 16 de agosto de 2023 | Manchester City | 1 – 1     | Sevilla       | Estádio Karaiskakis, Pireu                     |
| 22:00 (UTC+3)        | Palmer 63'      | Relatório | 25' En-Nesyri | Público: 29 207 Árbitro: FRA François Letexier |

|                                         |       | Penalidades                        |  |
| Haaland Álvarez Kovačić Grealish Walker | 5 – 4 | Ocampos Mir Rakitić Montiel Gudelj |  |

| Manchester City | Sevilla |

| G             | 31 | Ederson         |  |     |
| LD            | 2  | Kyle Walker (c) |  |     |
| Z             | 25 | Manuel Akanji   |  |     |
| Z             | 24 | Joško Gvardiol  |  |     |
| LE            | 6  | Nathan Aké      |  |     |
| V             | 8  | Mateo Kovačić   |  |     |
| V             | 16 | Rodri           |  |     |
| MD            | 80 | Cole Palmer     |  | 85' |
| M             | 47 | Phil Foden      |  |     |
| ME            | 10 | Jack Grealish   |  |     |
| A             | 9  | Erling Haaland  |  |     |
| Substitutes:  |    |                 |  |     |
| G             | 18 | Stefan Ortega   |  |     |
| G             | 33 | Scott Carson    |  |     |
| Z             | 3  | Rúben Dias      |  |     |
| Z             | 5  | John Stones     |  |     |
| Z             | 14 | Aymeric Laporte |  |     |
| LE            | 21 | Sergio Gómez    |  |     |
| LD            | 82 | Rico Lewis      |  |     |
| V             | 4  | Kalvin Phillips |  |     |
| V             | 32 | Máximo Perrone  |  |     |
| M             | 87 | James McAtee    |  |     |
| A             | 19 | Julián Álvarez  |  | 85' |
| A             | 52 | Oscar Bobb      |  |     |
| Treinador:    |    |                 |  |     |
| Pep Guardiola |    |                 |  |     |

| G                    | 13 | Yassine Bounou    |     |       |
| LD                   | 16 | Jesús Navas (c)   |     | 83'   |
| Z                    | 22 | Loïc Badé         | 33' |       |
| Z                    | 6  | Nemanja Gudelj    |     |       |
| LE                   | 19 | Marcos Acuña      |     |       |
| V                    | 8  | Joan Jordán       |     |       |
| V                    | 10 | Ivan Rakitić      |     |       |
| MD                   | 5  | Lucas Ocampos     |     |       |
| M                    | 21 | Óliver Torres     |     | 74'   |
| ME                   | 17 | Erik Lamela       | 62' | 90+3' |
| A                    | 15 | Youssef En-Nesyri |     | 90+3' |
| Substitutes:         |    |                   |     |       |
| G                    | 1  | Marko Dmitrović   |     |       |
| Z                    | 2  | Federico Gattoni  |     |       |
| Z                    | 27 | Kike Salas        |     |       |
| LE                   | 3  | Adrià Pedrosa     |     |       |
| LD                   | 4  | Gonzalo Montiel   |     | 83'   |
| LD                   | 26 | Juanlu Sánchez    | 90' | 74'   |
| V                    | 18 | Djibril Sow       |     |       |
| M                    | 24 | Papu Gómez        |     |       |
| M                    | 28 | Manu Bueno        |     |       |
| A                    | 7  | Suso              |     | 90+3' |
| A                    | 9  | Rafa Mir          |     | 90+3' |
| A                    | 11 | Jesús Corona      |     |       |
| Treinador:           |    |                   |     |       |
| José Luis Mendilibar |    |                   |     |       |

| Homem da partida: Cole Palmer (Manchester City) Bandeirinhas: FRA Cyril Mugnier FRA Mehdi Rahmouni Quarto árbitro: NOR Espen Eskås Árbitro assistente de vídeo: FRA Jérôme Brisard FRA Eric Wattellier SUI Fedayi San | Regras do jogo - 90 minutos - Pênaltis se o placar permanecer empatado - Doze substitutos podem ser nomeados - Máximo de cinco substituições |